# نجيب زاهي زركش (مسلسل)
نجيب زاهي زركش مسلسل مصري درامي كوميدي. بطولة يحيى الفخراني، أنوشكا، نهى عابدين.

## قصة المسلسل
يتناول العمل في إطار درامي قصة الثري نجيب زاهي زركش، والذي يكتشف سرا خطيرا بوجود ابن له، وبمساعدة خادمه ينجح في الوصول لثلاث شباب محتمل أن يكون ابنه ضمنهم.

## بطولة
| - يحيى الفخراني:نجيب زاهي زركش - أنوشكا:شيرين أخت نجيب - محمد محمود:طريف خادم نجيب - إسلام إبراهيم:سعيد - رامز أمير:مسعد - كريم عفيفي:سعد - تميم عبده:متولي صديق نجيب - رنا رئيس:نانسي بنت شيرين - محمد يسري:مؤنس أبن شيرين - نهى عابدين:ليالي - حنان سليمان:كريمة أم سعد - عبد الرحيم حسن:الدكتور أنور - مفيد عاشور:الدكتور ناير | - جلا هشام:نهى - هالة مرزوق:سحر - محمد توب:سمير - عصام توفيق:رجب كرارة - ناصر عبدالله:صابر - علاء زينهم:نصار والد سعد - زينب العبد:سليمة الخادمة - مريم السكري:أكملهم الخادمة - منير مكرم:المخرج - ناجي سعد:عبد الحسيب المحامي - لبنى ونس:أسماء - نهير أمين:سعاد | - فكري صادق:جبروني - مجدي السباعي:حليمو - محمد دسوقي:حمدي - أحمد السلكاوي:المحقق - فتوح أحمد:مأمون مريض بالمستشفى - محمد ريحان:فكري والد سعيد - محمد الصاوي:سامر مريض بالمستشفى - ياسر الطوبجي:زياد فهمي - شريف دسوقي:حسان برنيطة - عايدة فهمي:توحة مريضة بالمستشفى - سعيد الصالح:مدحت - هالة فاخر: شفيقة زوجة نجيب |

الممثلين الثانويين:
منا عادل:سمر موظفة البنك - محمود عامر:فريد بهنس - نادر فؤاد - عمرو عثمان - حسان العربي:المأذون - هدير مصطفى - ايمان ثابت - تسنيم مطر - عادل ماضي- مجدي حنفي:بهجت - سعيد المغربي - محمد بريقع - نادين خالد:كيتى - محمد جمال قلبظ - باسم موريس عدلي:سلامة - شهد سامي - محمد الكيلاني - ممدوح سالم - عبد الرحمن الشربجي - عهدي السنان - حازم ناصف - مصطفى عسكر - مصطفى توفيق - وائل صالح - محمد عمران - أحمد بهاء - محمد السويسي - بريهان أنور- رنا شوكت - خالد العيسوي - صلاح ناصف:ضابط امن - شريف العبد - أبانوب داوود - أحمد المليجي - أحمد الدسوقي - أمير توفيق - بسملة طارق - علي الشال - عمر عماد - أحمد عادل - محمد علاء الدين - إبراهيم حسن جاد - محمد حمدي - مروان نور - أحمد يحيى - سامح التهامي - طارق راتب - ناصر عبد الحليم - سامح محمود - علاء حلمي - محمد أشرف - محمد سمير - ندى أحمد - أحمد القاضي - أحمد عفت - حسن قطب - أسر محمد - مروان نور - إبراهيم الترامسي - طارق والي:مدير ملجأ الأيتام - رحاب شلبي - أحمد شاهين - عمر الدميري - عبد الرحمن عمر - محمد عبد الوهاب - أحمد عبد الغفار - محمد مصطفى - أشرف عبد التواب - رولان تامر - لي لي محمد - حسن فرعون - محمد السيد - محمد البيشي - مبروك محمد - حنان عبد الفتاح - دريد عبد السيد - محمد حافظ - أسامة طراف - إسلام صبري - أروى رفعت - محمد شكري - عبد الله التهامي - يوسف المدني - تامر يوسف - أسامة محمود - إبراهيم المصري - منة الله عادل - انجي جلال - هالة محمود - سارة هلال - شريف عوني - ماجدة كامل - محمد الخضراوي - محمد كرم - مريم فراج - سيد البطاوي - يوسف ممدوح - ندى سمير فقيه - دعاء الوشاحي